# Hyccarum

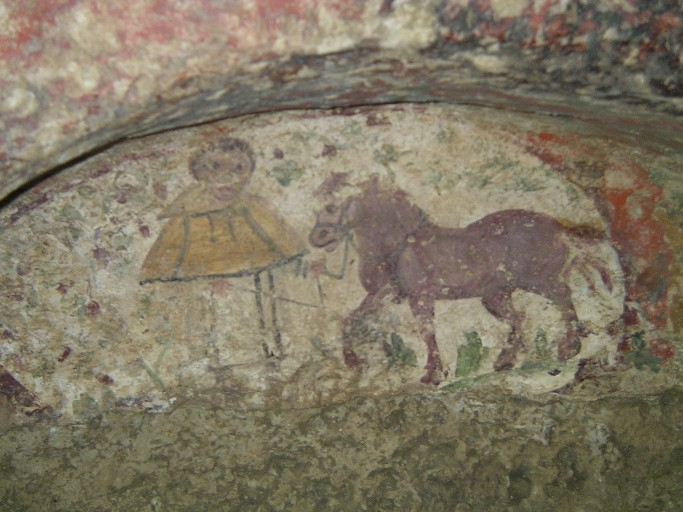
Freski wczesnochrześcijańskie odnalezione w katakumbach w starożytnym Hyccarum

Hyccarum (łac.  Carinensis seu Hyccaritanus, wł. Diocesi di Carini) – stolica historycznej diecezji w Italii erygowanej w III wieku, a skasowanej w wieku VII. 
Współczesne miasto Carini w prowincji Palermo we Włoszech. Obecnie katolickie biskupstwo tytularne ustanowione w 1968 przez papieża Pawła VI.

## Biskupi tytularni
| Lp. | Biskup                | Funkcja                                                     | Od                | Do            |
| --- | --------------------- | ----------------------------------------------------------- | ----------------- | ------------- |
| 1   | Guglielmo Giaquinta   | administrator apostolski Tivoli (Włochy)                    | 24 września 1968  | 18 marca 1974 |
| 2   | José Antônio do Couto | biskup koadiutor Taubaté (Brazylia)                         | 5 czerwca 1974    | 5 maja 1976   |
| 3   | Joseph Thomas Dimino  | biskup Archidiecezji Wojskowej Stanów Zjednoczonych Ameryki | 29 marca 1983     | 7 marca 1998  |
| 4   | Alessandro D’Errico   | nuncjusz apostolski                                         | 14 listopada 1998 |               |